# Brian Job
Brian Job est un nageur américain né le 29 novembre 1951 à Warren (Ohio) et mort le 14 août 2019 à Palo Alto.

## Biographie
Brian Job dispute l'épreuve du 200m brasse aux Jeux olympiques d'été de 1968 de Mexico et remporte la médaille bronze.